# Discographie de LaFee
La discographie de LaFee, chanteuse pop rock allemande, est composée de 4 albums studio, 1 compilation et 3 dvd.

## Albums studio
| Année | Album                                                     | Charts | Charts | Charts | Charts | Nombre d'exemplaires | Certification                              |
| Année | Album                                                     | ALL    | AUT    | SUI    | FRA    | Nombre d'exemplaires | Certification                              |
| ----- | --------------------------------------------------------- | ------ | ------ | ------ | ------ | -------------------- | ------------------------------------------ |
| 2006  | LaFee - Sortie : 22 juin 2006 - Formats : CD              | 1      | 1      | 19     | —      | 450 000              | * BVMI : Platine - Ö3 : Platine - SWI : Or |
| 2007  | Jetzt erst recht - Sortie : 6 juillet 2007 - Formats : CD | 1      | 1      | 14     | 79     | 270 000              | * BVMI : Platine - SWI : Or                |
| 2008  | Shut Up - Sortie : 27 juin 2008 - Formats : CD            | 21     | 31     | —      | —      | 40 000               | —                                          |
| 2009  | Ring frei - Sortie : 2 janvier 2009 - Formats : CD        | 6      | 5      | 21     | 185    | 112 000              | * Ö3 : Or                                  |
| 2011  | Frei - Sortie : 19 août 2011 - Formats : CD               | 14     | 21     | 31     | —      |                      |                                            |

## Compilation
| Année | Album                          | Charts | Charts | Charts | Charts | Nombre d'exemplaires |
| Année | Album                          | ALL    | AUT    | SUI    | FRA    | Nombre d'exemplaires |
| ----- | ------------------------------ | ------ | ------ | ------ | ------ | -------------------- |
| 2009  | Best Of - LaFee - Formats : CD | 114    | —      | —      | —      | 20 000               |

## Singles
| Année | Single             | Meilleure position | Meilleure position | Meilleure position | Meilleure position | Meilleure position | Album             |
| Année | Single             | ALL                | AUT                | SUI                | LT                 | EU                 | Album             |
| ----- | ------------------ | ------------------ | ------------------ | ------------------ | ------------------ | ------------------ | ----------------- |
| 2006  | Virus              | 14                 | 14                 | 70                 | 13                 | 36                 | LaFee (album)     |
| 2006  | Prinzesschen       | 11                 | 10                 | 25                 | 9                  | 23                 | LaFee (album)     |
| 2006  | Was ist das        | 17                 | 25                 | 59                 | 20                 | 57                 | LaFee (album)     |
| 2006  | Mitternacht        | 23                 | 23                 | —                  | 18                 | 110                | LaFee (album)     |
| 2007  | Heul doch          | 3                  | 6                  | 25                 | 5                  | 21                 | Jetzt erst recht  |
| 2007  | Beweg dein Arsch   | 22                 | 35                 | 87                 | 42                 | 125                | Jetzt erst recht  |
| 2007  | Wer bin ich        | 25                 | 41                 | —                  | 2                  | 141                | Jetzt erst recht  |
| 2008  | Shut Up            | —                  | —                  | —                  | 2                  | —                  | Shut Up           |
| 2008  | Ring frei          | 22                 | 31                 | —                  | —                  | —                  | Ring frei         |
| 2009  | Scheiss Liebe      | 44                 | 63                 | —                  | —                  | —                  | Ring frei         |
| 2009  | Der Regen fällt    | 94                 | —                  | —                  | —                  | —                  | Best Of - LaFee   |
| 2011  | Ich Bin            | 80                 | 53                 | —                  | —                  | —                  | Frei              |
| 2011  | Leben wir jetzt    | —                  | —                  | —                  | —                  | —                  | Frei              |
| 2012  | Zeig Dich!         | —                  | —                  | —                  | —                  | —                  | Hanni & Nanni OST |
| 2015  | Was bleibt         | —                  | —                  | —                  | —                  | —                  | Non-album singles |
| 2015  | Die ganze Welt     | —                  | —                  | —                  | —                  | —                  | Non-album singles |
| 2015  | Hysteria           | —                  | —                  | —                  | —                  | —                  | Non-album singles |
| 2015  | So gut!            | —                  | —                  | —                  | —                  | —                  | Non-album singles |
| 2015  | Dein Geschenk      | —                  | —                  | —                  | —                  | —                  | Non-album singles |
| 2016  | Ich gehör nur mir! | —                  | —                  | —                  | —                  | —                  | Non-album singles |
| 2016  | Schwarze Tränen    | —                  | —                  | —                  | —                  | —                  | Non-album singles |
| 2017  | Kämpferherz        | —                  | —                  | —                  | —                  | —                  | Non-album singles |
| 2018  | Kartenhaus         | —                  | —                  | —                  | —                  | —                  | Non-album singles |

## Clips vidéo
| Année | Titre            | Directeur        |
| ----- | ---------------- | ---------------- |
| 2006  | Virus            | Bastien Francois |
| 2006  | Prinzesschen     | Bastien Francois |
| 2006  | Was ist das      | Bastien Francois |
| 2006  | Mitternacht      | Bastien Francois |
| 2007  | Heul doch        | Bastien Francois |
| 2007  | Beweg dein Arsch | Bastien Francois |
| 2007  | Wer bin ich      | Bastien Francois |
| 2008  | Shut Up          | Bastien Francois |
| 2008  | Ring frei        | Bastien Francois |
| 2009  | Scheiss Liebe    | Bastien Francois |
| 2009  | Der Regen fällt  |                  |

## DVD
| Année | DVD                                                                      | Charts | Charts | Certification |
| Année | DVD                                                                      | ALL    | AUT    | Certification |
| ----- | ------------------------------------------------------------------------ | ------ | ------ | ------------- |
| 2006  | Secret Live - 24 novembre 2006 - Format: DVD                             | —      | 4      | - BVMI : Or   |
| 2007  | Erst recht mit VIVA - 28 septembre 2007 - Format: DVD                    | 6      | 4      |               |
| 2007  | Wer Bin Ich - Ein ungeschminktes Märchen - 9 novembre 2007 - Format: DVD | —      | —      |               |